# Hieracium apricorum
Hieracium apricorum es una especie de planta con flor del género Hieracium, de la familia Asteraceae, orden Asterales.

## Distribución
Hieracium apricorum se distribuye por Austria, Italia y Eslovenia.

## Taxonomía
Fue descrita científicamente por Dichtl. Fue publicada en Deutsche Bot. Monatsschr. 2: 91 (1884).